# جاي ستيوارت مارشال
جاي ستيوارت مارشال هو فيزيائي وبروفيسور كندي، ولد في 18 يوليو 1911 في ويلاند في كندا، وتوفي في 20 مارس 1992 في مونتريال في كندا.